# عرب أستراليا
وصل أول المهاجرين العرب إلى أستراليا عام 1861 وبعد ذلك توالت الهجرات العربية إلى أستراليا وهناك العديد من الجمعيات والمؤسسات العربية في أستراليا مثل المجلس العربي الأسترالي ومجلس الأعمال العربي الأسترالي وهناك عدة إذاعات وبرامج عربية في دولة أستراليا، ويمثل اللبنانيون أغلبيه وبعدهم العراقيون. ويوجد الكثير من الطلبة العرب الخليجيين الذين يدرسون في أستراليا خصوصا من المملكة العربية السعودية وعمان.

## الإعلام العربي في أستراليا
تمتلك الجالية العربية الأسترالية أكبر المنصات الإعلامية من جرائد وإضاعات ناطقة باللغة العربية وموجهة خصيصا له، وأهمها.
- جريدة التلغراف[1]
- مجلة النجوم[2]
- مجلة الأنوار
- إضافة صوت الغد.